# هيرام ماير
هيرام ماير (بالإسبانية: Hiram Mier) (25 أغسطس 1989 المكسيك - ) هو لاعب كرة قدم مكسيكي.

## وصلات خارجية
هيرام ماير على موقع الاتحاد الدولي (مؤرشف)  (الإنجليزية)
- هيرام ماير على موقع قاعدة بيانات كرة القدم.إي يو (الإنجليزية)
- هيرام ماير على موقع ناشيونال فوتبول تيمز (الإنجليزية)
- هيرام ماير على موقع Soccerway.com (الإنجليزية)
- هيرام ماير على موقع اللجنة الأولمبية الدولية (الإنجليزية)
- هيرام ماير على موقع أوليمبيديا (الإنجليزية)
- هيرام ماير على موقع AS.com (الإسبانية)